# Tom Barth (Fußballspieler)
Tom Barth (* 11. Mai 2005 in Stuttgart) ist ein deutscher Fußballspieler.

## Karriere
Barth wechselte in der Jugend 2020 vom FSV Waiblingen zum VfB Stuttgart. In der Saison 2021/22 wurde er mit dem VfB Deutscher B-Junioren-Vizemeister. Mit der A-Jugend der Stuttgarter gewann Barth 2024 den Mercedes-Benz Junior Cup. Am 8. Mai 2024 verlängerte er seinen Vertrag beim VfB Stuttgart.
In der 3. Profi-Liga debütierte Barth am 3. August 2024 mit der zweiten Mannschaft des VfB gegen Hansa Rostock am 1. Spieltag der Saison 2024/25. Im Januar 2025 wechselte er zur zweiten Mannschaft von Fortuna Düsseldorf.